# Новоузелі
Новоузелі́ (рос. Новоузели) — село у складі Матвієвського району Оренбурзької області, Росія.

## Населення
Населення — 430 осіб (2010; 637 у 2002).
Національний склад (станом на 2002 рік):
- росіяни — 42 %
- мордва — 27 %